# 東京ディズニーランドで終了したステージショーの一覧
東京ディズニーランドの終了したステージショーの一覧（とうきょうディズニーランドのしゅうりょうしたステージショーのいちらん）は、これまでに東京ディズニーランドで現在は公演終了したステージショーの一覧と説明である。なお、スペシャルイベントのエンターテイメントは除く。

## 概要
公演が行われていたのは以下のステージ（一部パレードルート）であり、現存しないステージもある。（太字は現存するステージ。）
- アドベンチャーランド・ステージ
- シアターオーリンズ
- ポリネシアンテラス・レストラン
- プラザパビリオン・バンドスタンド
  - 「スーパードゥーパー・ジャンピンタイム」終了後、ステージそのものは残っているもののエンターテイメントは行わず、2019年2月4日よりキャラクターグリーティング実施場所となっている[1]。
- ウェスタンランド・ステージ
- ラッキーナゲット・ステージ
- ザ・ダイヤモンドホースシュー
- スモールワールド・ステージ
- トゥーンタウン・パレードルート
- トゥモローランドテラス・ステージ
- ショーベース2000
- ショーベース

## アドベンチャーランド・ステージ

### アドベンチャーランド・レビュー
アドベンチャーランドのアドベンチャーランドステージにて1984年 - 1993年まで1日数回開催されていたショー。途中数回休止期間を含んでいる。
TDL5周年の1988年4月までとそれ以降ではショーの音楽、衣装、展開、出演キャラクターが全く異なる。
前期
OPの後、ジャングルブックのキングルイの「君のようになりたい」、チップとデールの中国の龍の舞い、アラビアのランプ、インドの象、ブラジルのドナルド＆ミニー＆ミッキーの「イパネマの娘」、「コパカバーナ 」、メキシコのドナルド＆グーフィー＆プルートの「三人の騎士」、フィナーレへと続く。
- 出演キャラクター　
ミッキーマウス、ミニーマウス、ドナルドダック、グーフィー、プルート、チップとデール、キングルイ、モンキー、バルー、ライオン、ワニ

後期
OPの後、ジャングルブックのキングルイとドナルドのシーン、旅商人チップとデールとランプの精グーフィーのシーン、ミッキー＆ミニーのフラメンコシーン、写真家グーフィーとダチョウのシーン、ミッキー＆プルートの水中ダイビングシーン、ミニー＆グーフィーのハワイシーン、ドナルド＆プルート＆ミッキー＆ミニーのサンバシーン、フィナーレへと続く。
- 出演キャラクター　
ミッキーマウス、ミニーマウス、ドナルドダック、グーフィー、プルート、チップとデール、キングルイ、モンキー、ワニ、ダチョウ、カバ(ファンタジア)

### セバスチャンのカリビアンカーニバル
アドベンチャーランドのアドベンチャーランドステージにて1993年3月12日 - 1996年まで1日数回開催されていたショー。映画「リトルマーメイド」の曲に加え、カリブ海の陽気なリズムに合わせ歌い踊るショーであった。子供がステージ上で参加できるリンボーダンスコーナーがあった。
アドベンチャーランドステージ(現シアターオーリンズ)でミニー・オー！ミニーまで続いた外国人男性と日本人女性のツインボーカル＆三人の打楽器隊というショーの伝統はこのショーから始まっている。
- 出演キャラクター　
セバスチャン、ミッキーマウス、ミニーマウス、ドナルドダック、グーフィー、チップとデール、三匹のこぶた、ビッグバッドウルフ

### フィエスタ・トロピカール
アドベンチャーランドのアドベンチャーランドステージにて1996年4月26日 - 2000年2月29日まで1日数回開催されていたショー。ミッキーがオーナーの南国クラブ。ラテンのリズムに合わせ歌い踊る全曲スペイン語のショーで、ディズニーの曲は無かった。ゲスト参加タイムの曲はマカレナ(1998年以降はオリジナル曲『ダン・ダン・デオ』)。TDL15周年の期間中はフィナーレ曲がディズニーカーニバルに変更された。
公演情報
- 公演回数：1日4～5回
- 公演時間：約25分
- 客席数：433席
- 出演キャラクター：ミッキーマウス、ミニーマウス、ドナルドダック、グーフィー、チップとデール

## シアターオーリンズ

### ミッキーのアドベンチャーランド・マルディグラ
アドベンチャーランドのシアターオーリンズにて2001年3月23日～2004年4月4日まで1日数回開催されていたショー。ショー内容はリトルマーメイドのセバスチャン、ドナルド＆デイジー、ジャングルブックのキングルイ＆モンキー、ミッキー＆ミニーがそれぞれのマルディグラ(お祭り)を披露するというものであった。ゲスト参加タイムの曲はDr.Jazz。
- 出演キャラクター　
ミッキーマウス、ミニーマウス、ドナルドダック、デイジーダック、セバスチャン、キングルイ、モンキー

- ショーが行われた前期と後期で一部ショー内容が変更された。以下に変更点を述べる。
  - 前期でショー中に日本語セリフや進行役を担当していたワニ役の男女ダンサーがいなくなり、新たに日本人の女性ボーカルが追加された。
  - ドナルド＆デイジーシーンの衣装、音楽、展開が全変更された。前期はワニがダンスを邪魔する内容で、後期はドナルドが美声を披露するがその声は後ろに隠れていた男性ボーカルの声でという内容。
  - 前期は4つのチームがそれぞれ優勝を目指し競い合う内容であったため、他のチームのシーンでは他のチームのキャラクターは登場しなかったが、後期は優勝を目指すという内容でなくなり3つのマルディグラが終わった後のミッキー＆ミニーのニューオーリンズマルディグラのシーン(ゲスト参加タイム)では全チームのキャラクターが出演している。
  - ゲスト参加タイムはごく初期は子供をステージ上に上げて踊る、前期は各自その場で踊る、後期はチームごとに違うタイミングでその場で踊るというものになっている。

### ミニーオー！ミニー
2004年4月15日～2018年3月19日まで1日数回開催されていたショー。

#### ショー内容
ミニーマウスが主役のラテン系のショーである。オープニングはミニーマウスがショーの開幕を宣言してから始まる。その後魅惑に踊るリズムに合わせてショーが進んでいく。
ドナルドダックとグーフィーがサンバ系の音楽に合わせて踊り、チップとデールがリズムを刻み、ダンサーがアクロバティックな技を披露していく。ミッキーマウスはショーの中盤で登場する。
途中ゲスト参加シーンもあり、フィナーレはオーリンズ全体で盛り上がっていく。

#### 出演キャラクター
ミニーマウス、ミッキーマウス、ドナルドダック、グーフィー、チップ、デール

## プラザパビリオン・バンドスタンド

### スゥイング&シング
1984年から始まったジャズバンドの生演奏に合わせシンガー、ダンサーが歌い踊るショー。

### プラザ・ストンプ
1989年から始まったパーリーバンドのディキシーランドジャズ演奏に合わせてミッキーマウス、チップ＆デールが踊るショー。

### プラザ・プレイタイム
1991年から始まったミッキーマウス、ドナルドダック、チップ＆デール、ロジャーラビットが出演する子供向けショー。

### ファンダフル・ワンダフル・フレンズ
1995年から始まったミッキーマウス、ミニーマウス、ドナルドダック、チップ＆デールが出演する子供向けショー。かずあそび、うた、料理コーナーなどがあった。
このショー終了後、子供向けショーはロジャーラビットのトゥーンタウンアワーに引き継がれる。

### ジャズ・マジック・バンドスタンド
1997年から始まったパーリーバンドの軽快なジャズ演奏に合わせティガー、ピグレットが踊る昼のショー。
演奏はジャズバンドクルーズと女性シンガー。

### ムーンライトメモリー
1997年から始まったディズニー映画音楽をジャズ風に演奏する夜のショー。クルエラ・デ・ビルが登場。

### スウィング&シング(1998)
東京ディズニーランド最初期のショーであったスウィング&シングが東京ディズニーランド15周年を記念し復活したショー。このショー終了後、2005年にスーパードゥーパー・ジャンピンタイムが始まるまで、スペシャルイベント期間を除き、レギュラーショーは行われなかった。

### スーパードゥーパー・ジャンピンタイム
2005年9月12日にハロウィーンイベントの一環として公演が開始した小学生以下を主な対象としたショー。2005年11月1日からは季節関係のないバージョンで、2006年以降のディズニー・ハロウィーン及びクリスマス・ファンタジー期間中はスペシャルバージョンとして公演した。
ショーの終盤になると一年を通して、ミッキーマウス、ミニーマウス、ドナルドダック、チップとデール、モンキーといったキャラクターとの触れ合える時間が設けられた。
2018年7月8日を持って公演終了。

## ラッキーナゲット・ステージ

### ラッキーナゲット・スタンピード
1991年から始まったカントリーミュージックに合わせダンサー、キャラクターが歌い、踊るショー。途中、ウェンデルたちが扮するギャングが襲撃したり、子供のみが参加できるグーフィーの汽車ごっこのコーナーがあった。
クリスマス期間中はクリスマス版で公演された。
- 出演キャラクター　
ミッキーマウス、ミニーマウス、ドナルドダック、グーフィー、チップ＆デール、ウェンデル、ビッグアル

### キッキン・カントリー
1997年4月15日 - 2000年4月6日まで行われたノリノリでワイルドなウエスタンミュージックに乗せてダンサー、キャラクターが叫び、踊るショー。カウガールのダンス、カウボーイの銃撃シーン、ネイティブアメリカンのエネルギッシュなダンスなどの後、中盤酒場のシーンからミッキー＆グーフィーが登場する。途中、ゲストの中からダンサーに選ばれたゲスト数名がステージ上に上がり、カントリーラインダンスをダンサーと踊るというゲスト参加コーナーがあった。
なお、キッキンカントリー公演中はラッキーナゲットステージの一部が客席側に突き出していた。
クリスマス期間中は酒場にクリスマスの飾りが飾られた他、曲と歌詞の一部がクリスマス仕様に変更された。
公演情報
- 公演回数：1日4～5回
- 公演時間：約25分
- 客席数：270席
- 出演キャラクター：ミッキーマウス、グーフィー

### ゴールドタウン・フォーリーズ
2000年4月22日 - 2001年3月22日まで行われたショー。カントリーベアシアターのウェンデル、ビッグアルを語り部に、ミッキー＆ミニーがアメリカ西部の金鉱堀たちと西部にやってきた東部の娘たちが上手くいくように奮闘するストーリー仕立てのミュージカルショー。終盤のダンスパーティーでは「わらの中の七面鳥」に合わせ、ゲストはダンサーと輪になり、客席の周りで踊ることができた。
なお、このショーが終了して以来、ラッキーナゲットステージではレギュラーショーは行われておらず、このショーのステージセットは現在もそのまま残されている。
- 出演キャラクター　
ミッキーマウス、ミニーマウス、ウェンデル、ビッグアル

## スモールワールド・ステージ

### キッズ・オブ・ザ・キングダム
1983年4月15日 - 1984年7月まで行われた。

### 東京ディズニーランド・イズ・ユア・ランド
1984年8月 - 1988年4月まで行われた。
1984年8月24日 - 1984年8月30日分のショースケジュールでは、東京ディズニーランドイズ・ユア・ランド(Tokyo Disneyland is Your Land)の欄に、「キッズ・オブ・ザ・キングダムとキャラクターが繰り広げるミュージカルショー、美しい歌声がファンタジーランドにこだまします。」と紹介されている。
しかし、実際のショー終了時の英語アナウンスでは、開園当初のショーと同じく「That's Kids of the Kingdom, ladies and gentleman.」としていたため、ショー名を「キッズ・オブ・ザ・キングダム」だと勘違いしている人も多くいる。
なお、当時のショースケジュールには「東京ディズニーランド」と「イズ」の間に「・」が入れられていなかったが、同期のショースケジュールを見ると、「プラザパビリオン・バンドスタンド」を「プラザ・バンドスタンド」として紹介している等、公式の出版物であるにもかかわらずやや適当な表記が見られるため、正式には「・」は入ると推測される。
ショー自体は、東京ディズニーランドの5つ(開園当時)のテーマランドを紹介していくミュージカルショー。
東京ディズニーランドのテーマソング「東京ディズニーランド・イズ・ユア・ランド」から始まり、ワールドバザール、アドベンチャーランド、ウエスタンランド、ファンタジーランド、トゥモローランドの順に紹介する。2002年のイベント「Dポップ・マジック」の原点と言えるショーである。
また、パパイヤ鈴木が出演していた。
- 出演キャラクター　
ミッキーマウス、ミニーマウス、ドナルドダック、グーフィー、プルート、チップ＆デール、モンキー、ウェンデル、ビッグアル、リバーリップス・マックグロウ、ダンボ、ブレアベア、ブレアフォックス

### レッツ・ビー・フレンズ
1988年4月 - 1989年6月に行われた。
このショーは東京ディズニーランド5周年を記念して始まったが、近年ではアニバーサリーイベントの1つとしてではなく、レギュラーショーとして扱われている。

### イッツ・ア・ミュージカルワールド
1989年6月30日 - 1993年7月まで行われた世界13カ国をミッキーたちと歌と踊りで巡るミュージカルショー。
「イッツ・ア・スモールワールド」から始まり、ブラジル、メキシコ、スペイン、イギリス、スイス、フランス、イタリア、ロシア、フィリピン、中国、韓国、アメリカ、日本の順で紹介していく。
TDL10周年期間中、フィナーレで10周年のアニバーサリーソング「イッツマジカル」が日本語で歌われた。
- 出演キャラクター　
ミッキーマウス、ミニーマウス、ドナルドダック、デイジーダック、グーフィー、プルート、チップ＆デール、ディー＆ダム、クイーンオブハート、おこりんぼ、くしゃみ、ピノキオ、モンキー

### ミッキーマウス・クラブ
1993年10月1日よりミッキーマウス誕生65周年を記念したイベント「ミッキーのハッピーバースデー・パーティー」の一環として始められたショーで、1996年1月8日まで続いた。
ショー内容はミッキーとその仲間たちが登場した後、「美女と野獣」、「不思議の国のアリス」、「ピノキオ」、「メリーポピンズ」、「くまのプーさん」、「白雪姫」、「アラジン」の登場人物がゲストとして次々と登場、最後にミッキーマウスクラブのダンス、マウスダンスを踊るというものだった。
「ミッキーのハッピーバースデー・パーティー」期間中はフィナーレにハッピーバースデイトゥーユーが追加された。
クリスマス期間中はステージにクリスマスツリーが飾られた他、フィナーレにミッキーサンタとスノーマンのシーンが追加された。
途中、スペシャルイベント「アリスのワンダーランド・パーティー」の期間中は、アリスのワンダーランド・テイルズ(1995年1月15日～1995年3月19日)を公演していたため、ミッキーマウス・クラブは公演を休止していた。
なお、このショーが終了して以来、スモールワールドステージではレギュラーショーは行われておらず、ステージは解体され、ステージがあった場所は噴水とトピアリーとなっている。
- 出演キャラクター　
ミッキーマウス、ミニーマウス、プルート、ドナルドダック、グーフィー、チップ＆デール、ルミエール、ディー＆ダム、クイーンオブハート、ジミニー・クリケット、ピノキオ、ペンギン、プー、イーヨー、ティガー、おとぼけ、アブー、ジーニー、魔法のじゅうたん

## トゥーンタウン・パレードルート
トゥーンタウンのパレードルート最終地点・ディスパッチ2から1台のステージフロートが出発し、パレードルートのトゥーンタウン入口付近でショーを行った後、再びディスパッチ2に戻る形でショーが行われた。

### ロジャーラビットのトゥーンタウン・アワー
1997年4月15日 - 1999年3月19日まで行われたロジャーラビット司会のテレビ番組形式のショー。ゲスト(チップとデール)コーナー、ドナルドのお天気コーナー、スポーツグーフィー、ミニーのお料理コーナー、子供ゲスト参加タイムがあった。
TDL15周年期間中はゲスト参加タイムとフィナーレの曲が15周年のアニバーサリーソング「ディズニーカーニバル」となった。
クリスマス期間中は1997、1998年共にフロートにクリスマスの飾りが飾られた他、台詞と曲の一部、そしてゲスト参加タイムがクリスマス仕様に変更された。
- 出演キャラクター　
ロジャーラビット、チップ＆デール、ドナルドダック、グーフィー、ミニーマウス、ミッキーマウス(ムービーバーンからの電話出演)

### ドナルドのダッキーキッズ
1999年4月 - 2001年3月まで行われたドナルドダック主役の子供向けショー。1999年10月15日まではスペシャルイベント「ドナルドのワッキーキングダム」の一環として行われ、ドナルドダックがスーパースターになるまでの話、子供ゲスト参加ダンスのダックモックが行われていた。イベント終了後、出演者にチップ＆デールが加わり、子供ゲスト参加ダンスもアヒルチームとリスチームでダンス対決する内容となった。
クリスマス期間中はフィナーレにクリスマスソングコーナーが追加された。
このショー終了後、トゥーンタウン・パレードルートではレギュラーショーは行われていない。また、子供向けショーは2005年にスーパードゥーパー・ジャンピンタイムが始まるまで途絶えた。
- 出演キャラクター　
ドナルドダック、デイジーダック、チップ＆デール(イベント期間終了後)

## トゥモローランドテラス・ステージ

### ディスコ・ディズニー
このショーにおいては上下可動式ステージは使われていない。スペシャルイベント期間中にディスコミッキー、ディスコミニーと名称変更したことがある。
ミラーボールが照らされる他、トゥモローランドテラス・ステージ前の多数の客席が撤去され、出演者のダンスエリアになっていた。

### ロジャーラビットのダンシン・タイムワープ
1992年3月13日から1995年頃まで行われいたショー。ロジャーラビットが発明したタイムマシンで1970年代から1990年代までのダンスを見ていくという内容。このショーにおいては上下可動式ステージは使われていない。
クリスマス期間中は一部のシーンがドナルド、チップ＆デールによるクリスマスソングのシーンに差し替えられた。
- 出演キャラクター　
ロジャーラビット、ミッキーマウス、ミニーマウス、ドナルドダック、チップ＆デール、モンキー

### トイ・ストーリー・ファン・パーティ
1996年4月29日から1997年にかけて行われたトイストーリーをテーマにしたショー。映画1作目の筋書き通り、アンディの部屋にある日突然バズ・ライトイヤーが現れ、ウッディは対抗意識を燃やすが、グリーンアーミーマンの提案により、バズ・ライトイヤーとウッディのどちらがリーダーに向いてるかはゲストによるおもちゃ対決に委ねられることになるという内容。
クリスマス期間中はステージにクリスマスの飾りが飾られた他、ゲスト参加タイム、フィナーレがクリスマス仕様に変更された。
- 出演キャラクター　
ウッディ、バズ・ライトイヤー、グリーンアーミーマン、レックス、ミスターポテトヘッド、スリンキー、ハム、レニー、ミスター・マイク、スネーク

### ホットワックス・トラックス
1997年4月15日 - 1998年4月11日まで行われたライブショー。ビートルズナンバーを演奏する「リボルバー」と1960年代から80年代のロックス&ポップスを演奏する「ホット・トラックス」のつの意趣の異なるバンドが日替わりで演奏していた。普段はキャラクターは出なかったが、1998年冬のスペシャルイベント「ミッキー＆ミニーのダンスフィーバー 」期間中はミッキー＆ミニーが出演した。

### コズミック・カーニバル→コズミック・クルージング
1998年4月15日 - 2000年12月31日まで行われたライブショー。「コズミック・カーニバル」時代は宇宙の様々な星から集まった宇宙人の音楽集団「エンカウンターズ」が演奏するショーだったので出演者は各星の個性的な衣装を身にまとって歌い演奏していたが、「コズミック・クルージング」に名称が変わった以降はバンド名も「ゼロ・グラビティ」に変わり、普通の衣装となった。
なお、このショーが終了して以来、スペシャルイベント期間中を除き、トゥモローランドテラスステージではレギュラーショーは行われていない。
- 曲目等

2000年3月18日 - 2000年7月??    コズミック・クルージング(前期ver)
公演時間は約20分。公演回数は1日5回。
2000年7月?? - 2000年11月5日　コズミック・クルージング（後期ver）
公演時間は約20分。公演回数は1日5回。
1. Sky high
2. A whole new world
3. Strange things - You've got a friend in me
4. You've got a friend in me
5. Let's groove - Fantasy
6. The second star to the right
7. You can fly（一部アレンジとしてThe second star to the rightを使用）

2000年11月6日 - ???　コズミック・クルージング（クリスマスver）
公演時間は約20分。公演回数は1日5回。
1. The christmas song
2. A whole new world（通常verと同じ）
3. ??? - Saving all my love for you - ???
4. Let's groove - Fantasy（通常verと同じ）
5. White christmas
6. White christmas

　※可動式ステージの屋根を支える左右の支柱などにクリスマスの飾り付けがなされた。メンバーはこれまでと変わらない。

## ショーベース2000

### ワン・マンズ・ドリーム
トゥモローランドのショーベース2000にて1988年4月15日 - 1995年9月3日まで公演されていた。
1990年以降、アリスの後のおしゃれキャットとわんわん物語のダンスシーンが削られ、イモムシのラインダンス、魔女のシーンが追加された。
登場シーンとキャラクター（副題は市販サントラCDのトラック名に依る）
1. オープニング
ミッキーマウス、ミニーマウス、ドナルドダック、グーフィー、プルート、チップとデール、白雪姫、プリンス、ピーターパン、ピノキオ、三匹のこぶた、ビッグバッドウルフ
2. アニマルズ・メドレー
アリス、イモムシ、キングルイ、モンキー
3. パイレーツ・メドレー
ウェンディ、フック船長、ミスタースミー、ピーターパン、チクタクワニ
4. 魔女
魔法の鏡、女王、魔女
5. プリンス・アンド・プリンセス
白雪姫、プリンス、オーロラ姫、プリンスフィリップ、シンデレラ、プリンスチャーミング
6. コメディ
ペンギン、ドナルドダック、グーフィー、ミッキーマウス
7. ハリウッド
三匹のこぶた、ビッグバッドウルフ、チップとデール、ピノキオ、グーフィー、プルート、白雪姫、プリンス、おとぼけ、ドナルドダック、デイジーダック、ミッキーマウス、ミニーマウス
8. フィナーレ
チップとデール、三匹のこぶた、ピノキオ、ビッグバッドウルフ、ドナルドダック、デイジーダック、グーフィー、プルート、ピーターパン、アリス、白雪姫、プリンス、おとぼけ、ミッキーマウス、ミニーマウス

### フィール・ザ・マジック
トゥモローランドのショーベース2000にて1995年10月2日 - 1999年6月14日まで公演されていた。1990年代のディズニーアニメ映画黄金期時代の作品に焦点を当てたショー。
ごく初期とその後のバージョンでは悪役と対決するシーンが大きく異なる。初期はマレフィセントの呼びかけにハイエナ、アースラが応じ、その後ジャファーが登場し、ハイエナがミッキーを連れてくる展開でシーンの時間が長く、個々のセリフも多かった。後期はマレフィセントの呼びかけにハイエナ、アースラ、ジャファーが応じ、ハイエナがミニー＆ドナルドを連れてくる、そこにミッキーが救出に来るという展開になり、大幅に時間短縮、セリフの多くがカットされた。
登場シーンとキャラクター（副題は市販サントラCDのトラック名に依る）
1. オープニング
ミッキーマウス、ミニーマウス、ドナルドダック、グーフィー、シンデレラ、プリンスチャーミング、ピノキオ、ゼペット爺さん
2. ポカホンタス(カラー・オブ・ザ・ウィンド)
ポカホンタス、ミーコ、ジョンスミス
3. ライオン・キング(サークル・オブ・ライフ～ハクナ・マタタ)
ラフィキ、ティモン、シンバ
4. アラジン(フレンド・ライク・ミー)
アラジン、魔法のじゅうたん、ジーニー
5. リトル・マーメイド(パート・オブ・ユア・ワールド)
アリエル
6. 美女と野獣(ひとりぼっちの晩餐会 )
ルミエール、野獣、ベル
7. 悪役
マレフィセント、ハイエナ、アースラ、ジャファー、ドナルドダック、ミニーマウス、ミッキーマウス
8. フィナーレ
ミッキーマウス、ミニーマウス、ドナルドダック、グーフィー、プルート、アリエル、エリック王子、ベル、野獣、アラジン、ジャスミン

## ショーベース

### ワンス・アポン・ア・マウス
トゥモローランドのショーベースにて1999年7月19日から2004年5月23日にかけて公演された。多くのディズニーキャラクターが出演していた。
ステージの両脇に大型モニターが設置されており、ショー中の場面転換の際にはディズニーアニメーの映像が表示される他、ショーの開演前には会場内の客席の様子を映し出していた。
このショーで使用されている台詞は全て英語（一部例外あり）であり、前述の大型モニターに日本語字幕が表示されていた。
期間中に出演者（出演キャラクター）の交代や演出の変更が行われていた。
前期と後期の違いはミッキー・アンド・ザ・ギャングがミッキー・アンド・ヒズ・パルズという別のシーンに変わったこと、各シーンを全く独立した場面でなく、ミッキーとミニーのデート中という一定のつながりを持たせた場面にしたため、前期に比べて後期はシーン間のキャラクターが話す場面が長くなったことである。
登場シーンとキャラクター（副題は市販サントラCDのトラック名に依る）
1. オープニング
ファンファーレと共にショーの説明が語られ、多くのディズニーキャラクターが登場する。
ミッキーマウス、ミニーマウス、ドナルドダック、グーフィー、プルート、チップとデール、ピノキオ、シンデレラ、ピーターパン、海賊、アリス、くまのプーさん、掃除屋、ベル、野獣、アラジン、ウッディ、ボーピープ、ヘラクレス、ムーラン、フリック
2. デイジーズ・ビューティー・ショップ
ミニーがデイジーの美容院にやって来る。今日はミッキーとデートなのだ。
デイジーダック、ミニーマウス、クララクラック、カバ(ファンタジア)
3. ドナルド・リアリー・シリー・シンフォニー
ベートーベン・ドナルドが指揮するシンフォニー楽団による演奏会。そこにチップとデールもいて騒動になる。
ドナルドダック、チップとデール、ペンギン、フリック、イーヨー、ブレアベア、ハートの女王、ダンボ、ホーレスカラー、クララベルカウ
4. ミッキー・アンド・ザ・ギャング(前期)、ミッキー・アンド・ヒズ・パルズ(後期)
前期：ウェストサイドストーリーの曲と共にミッキーたちがガストン率いるギャングと対決する。
ミッキーマウス、ミニーマウス、ドナルドダック、グーフィー、プルート、ガストン、ビッグバッドウルフ、魔女、フック船長、ハイエナ
後期：トゥーンタウンダンスコンテスト。ロジャーラビット、マックスが踊り、ビッグバッドウルフがギターをかき鳴らす。だが、ダンスならもっと凄い男がいる（次幕へ引き）。
ミッキーマウス、ミニーマウス、ロジャーラビット、マックス、ビッグバッドウルフ
5. グーフィー,ボーン・トゥー・ダンス
グーフィーによるバレエは空を飛んだり、フラメンコのようになったり、果ては闘牛のように。
グーフィー、チップとデール、ダチョウ(ファンタジア)
6. フィナーレ
ティンカーベルが魔法の粉を振りまくと、カルーセルが回りだし、ディズニーキャラクターが次々に現れる。
ミッキーマウス、ミニーマウス、ドナルドダック、デイジーダック、グーフィー、プルート、チップとデール、フェアリーゴッドマザー、シンデレラ、プリンスチャーミング、白雪姫、プリンス、オーロラ姫、プリンスフィリップ、カバ、ダチョウ(ファンタジア)、くまのプーさん、イーヨー、ティガー、フリック

### ワンマンズ・ドリームII -ザ・マジック・リブズ・オン-
『ワンマンズ・ドリームII -ザ・マジック・リブズ・オン-』(One Man's Dream II - The Magic Lives On -)は、トゥモローランド内の「ショーベース(Show Base)」（提供：三井不動産）にて開催されていたショー。2004年7月3日からスタート。このショーは1988年から1995年までショーベース（当時の名称はショーベース2000）で開催された「ワン・マンズ・ドリーム」がパワーアップして帰ってきたもの。初代とコンセプトは同じで新しいプログラム（初代以降に公開された映画など）を追加したりするなど、各所に変更点は見られる。2014年に公演開始10周年を迎え、ショーベースで開催されているショーとしては史上最長である。
また、2006年9月ごろからクライマックスの「Mickey Mouse Our Shining Star」のシーンの振り付けが変更になっている。2012年4月9日より一部リニューアルし、振り付けやプリンセスのシーンの曲などが変更になった。2013年3月23日より振付が一部変更された。2019年10月15日よりカーテンコールが追加された。
2019年12月13日に最終公演が行われ、15年の歴史に幕を閉じた。
なお、英語で「One Man's Dream」にあたる部分であるが、初代では「ワン・マンズ・ドリーム」と表記されていたものの、このショーでは「ワンマンズ・ドリーム」と表記されている。
公演情報
- 公演場所：ショーベース（提供：三井不動産）
- 公演時間：約30分(尚カーテンコール有りは約35分)
- 公演回数：1日3～5回

登場シーンとキャラクター
- オープニング
  - ミッキーマウス、ミニーマウス、ドナルドダック、グーフィー、プルート、チップとデール、白雪姫、プリンス、ピーターパン、ピノキオ

- 動物と昆虫たち 
  - ターク(ターザン)、キングルイ(ジャングルブック)、フリック、スリム、ハイムリック、マニー、ジプシー、タック&ロール、P.T.フリー(バグズライフ)

- アドベンチャー(パイレーツ)
  - ウェンディ、フック船長、ミスタースミー、ピーターパン、チクタクワニ

- 邪悪なヴィランズ 
  - 魔法の鏡、女王、魔女、フロロー、マレフィセント、グーン

- 愛 
  - オーロラ姫、プリンスフィリップ、白雪姫、プリンス、シンデレラ、プリンスチャーミング

- 映画撮影所 
  - ドナルドダック、グーフィー、チップとデール、クララベルカウ、ペンギン、プルート、スティッチ、クララクラック

- ハリウッド
  - 白雪姫、プリンス、おとぼけ、ペンギン、クララベルカウ、クララクラック、ピノキオ、チップとデール、
  - グーフィー、プルート、ドナルドダック、デイジーダック、ミッキーマウス、ミニーマウス

- フィナーレ
  - 白雪姫、プリンス、おとぼけ、ペンギン、クララベルカウ、ピノキオ、ジミニー・クリケット、ピーターパン、
  - チップとデール、グーフィー、プルート、ドナルドダック、デイジーダック、ミッキーマウス、ミニーマウス

#### 座席指定
このショーのスタート当初は、一部の座席が指定席として設定されており、座席指定券をショーベース前で配布するシステムになっていた。2006年に座席指定券の配布は終了し、全席自由席になった。
2008年9月24日から10月23日の期間には、試行的に抽選にて全座席の指定席券を先着で配布するシステムが導入されている。抽選はトゥモローランド・ホールで行われた。
2009年11月10日より指定席券が必要となり、指定席券は抽選によって配布される。先着ではないため、外れた場合鑑賞は行えない。抽選対象回は立ち見での鑑賞は不可。抽選はトゥモローランド・ホールで開園時刻から各ショーの公演30分前まで行われる。2015年11月2日からはスマートフォン専用アプリ「ショー抽選アプリ」(2019年現在は「東京ディズニーリゾートアプリ」）を利用することで、パーク内であればどこからでも抽選できるようになった。「ショー抽選アプリ」では開園時刻から各ショーの公演1時間前まで抽選が可能。
- 毎月25日に翌月分の抽選実施日を公式HPで公表している。
- 抽選実施日でも初回公演は先着順となっている。
- 2015年ディズニー夏祭りスペシャルショー「雅涼群舞」の公演期間は公演1,2回目が先着順、公演3回目以降の抽選は12時からとなった。
- 2016年12月より、2回目以降も一部エリアが自由席となった。